# Amphitecna spathicalyx
Amphitecna spathicalyx là một loài thực vật]] thuộc họ Bignoniaceae. Đây là loài đặc hữu của Panama.